# Florimont
Florimont – miejscowość i gmina we Francji, w regionie Burgundia-Franche-Comté, w departamencie Territoire de Belfort.
Według danych na rok 1990 gminę zamieszkiwało 388 osób, a gęstość zaludnienia wynosiła 21 osób/km² (wśród 1786 gmin Franche-Comté Florimont plasuje się na 386. miejscu pod względem liczby ludności, natomiast pod względem powierzchni na miejscu 132.).